# Nyceryx minor
Nyceryx minor är en fjärilsart som beskrevs av Clark 1916. Nyceryx minor ingår i släktet Nyceryx och familjen svärmare. Inga underarter finns listade i Catalogue of Life.